# Rhaphidophora todayensis
Rhaphidophora todayensis là một loài thực vật có hoa trong họ Ráy (Araceae). Loài này được K.Krause miêu tả khoa học đầu tiên năm 1911.